# Funkdoobiest
Funkdoobiest este o formație hip hop americană din Los Angeles, California. Membrii originali ai trupei sunt Son Doobie (Jason Vasquez, Dj Ralph M (Ralph Medrano) și Tomahawk Funk (Tyrone Pacheco), acesta din urmă părăsind trupa după cel de-al doilea album. 
Grupul este cunoscut pentru piesele cu tematica sexuală, astfel, în decursul anilor,  Son Doobie ajunge să fie proclamat „regele Prono”. 

Până în prezent trupa deține 4 albume lansate pe piată. Primele două albume au fost produse de către
dj Muggs și dj Ralph M, al treilea a fost produs de către dj Ralph M, Beatminerz, Ski, și DJ Rectangle, iar ultimul, (2009) THE GOLDEN B-BOYS, a fost produs integral de către dj Ralph M.

În prezent umblă zvonul că Grandmaster Muggs împreună cu dj Ralph M lucrează la producerea noului album ce va fi lansat anul acesta, 2011.

## Discografie

#### Albume
- 1993: Which Doobie U B?
- 1995: Brothas Doobie
- 1998: The Troubleshooters
- 2009 THE GOLDEN B-BOYS

#### Singles
- 1993: "Bow Wow Wow"
- 1993: "Wopbabalubop" (feat. B-Real)
- 1993: "The Funkiest"
- 1993: "Freak Mode"
- 1995: "Dedicated"
- 1995: "Rock On"
- 1995: "XXX Funk"
- 1997: "Papi Chulo (feat. Daz)
- 2008: "Hip Hop Music"
- 2009: "The Heavyweight Funk"

#### Videografie
- Bow Wow Wow"
- Wopbabalubob"
- The Funkiest"
- Freak Mode"
- Dedicated"
- Rock on"
- XXX Funk"
- Funkdoobiest (feat Daz Dillinger Papi Chulo)
- The Heavyweight Funk"